# Aminandro
Aminandro, na história da Grécia, foi um rei dos atamânios, povo que se dizia descendente de Atamante. Ele foi um dos aliados dos romanos nas Guerras Macedónicas e, segundo opinião do próprio Aníbal, foi, depois da Liga Etólia, quem mais ajudou os romanos.

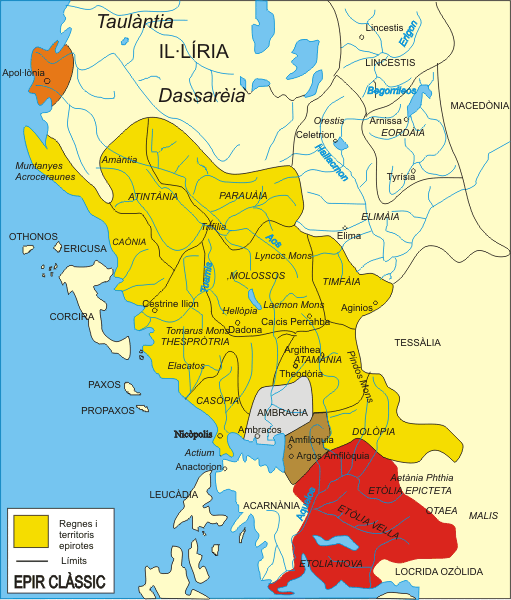
Mapa do Epiro, mostrando a localização da Atamânia.

Em 208 a.C., durante a guerra entre Filipe V da Macedónia e a Liga Etólia, Aminandro, que era vizinho dos etólios, tentou fazer a paz entre as partes. Aminandro foi um dos que participaram do acordo de paz entre Filipe e a República Romana, celebrado no Epiro, no décimo-quinto ano da Segunda Guerra Púnica.
Quando a guerra entre os romanos e os macedónios começou, Aminandro foi um dos vários príncipes gregos que foram ao acampamento romano oferecer a aliança, os demais sendo Pleuratus, filho de Scerdilaedus, e Bato, filho de Longarus, representando os dardânios. A Aminandro coube a missão de convencer os etólios a entrarem na guerra. Durante a guerra, Aminandro e Damócrito, dos etólios, atacaram e capturaram Cercinium; a cidade foi queimada, e seus habitantes, escravos e homens livres, levados com o butim. Em seguida, os etólios capturaram e saquearam Cyretiae, e, por medo, Maloea se rendeu e foi anexada à Liga Etólia. Aminandro queria que os etólios atacassem Gomphi, que era próxima do seu território, mas os etólios preferiram atacar as planícies férteis da Tessália. Os etólios foram surpreendidos por Filipe, e debandaram. Aminandro os ajudou a escapar, pois os atamânios conheciam bem os caminhos das montanhas, pelos quais eles escaparam da perseguição de Filipe.
Em 198 a.C., após várias vitórias romanas na guerra, Aminandro capturou Phaeca e, em seguida, Gomphi. A queda de Gomphi levou o pânico à Tessália, e várias guarnições, as de Argenta, Pherinium, Timarum, Ligynae, Stimo e Lampsus se renderam. Aminandro também participou da campanha dos romanos contra o Epiro.
Na conferência de paz entre Flamínio e Filipe, Aminandro foi um dos presentes, como aliado de Roma. Após o acordo, Aminandro foi a Roma, para que o senado ratificasse o acordo; a presença de Aminandro foi para que o senado visse a importância da missão.
Aminandro foi um dos aliados que se uniram a Tito Quíncio Flaminino, quando este se preparava para lutar contra Filipe na Segunda Guerra Macedônica. Os atamânios contribuíram com mil e duzentos soldados de infantaria. Na conferência de paz após a batalha de Cinoscéfalos, Aminandro defendeu que os termos da paz deveriam ser tais que a Grécia pudesse defender sua liberdade e garantir a paz, mesmo na ausência de Roma. Os etólios foram ainda mais duros, com exigências de vingança. Os aliados de Roma disseram que, a menos que Filipe fosse morto ou expulso de seu reino, não poderia haver paz com Roma ou liberdade para a Grécia. Quíntio, porém, afirmou que a política de Roma não poderia ser inconsistente, e que esta era uma conferência de paz, e não uma conferência para a destruição da Macedónia, e deu como exemplo a paz feita com Cartago, e que, caso a Macedónia fosse eliminada, a Grécia ficaria exposta aos trácios, ilírios e gauleses, tribos selvagens e bárbaras. Pelo acordo, Aminandro manteve as fortalezas que ele havia capturado de Filipe durante a guerra.
Aminandro se casou com Apama, filha de Alexandre de Megalópolis, que se dizia descendente de Alexandre, o Grande, e tinha três filhos com nomes alusivos a Alexandre: Filipe, Alexandre e Apama.
Aminandro se uniu aos etólios e a Antíoco no ataque à Tessália. Na campanha, Aminandro e os atamânios capturaram Pellinaeum. Em 191 a.C., com a chegada do cônsul romano Mânio Atílio, as guarnições na Tessália dos atamânios e as leais a Antíoco se renderam. Filipe da Macedónia aproveitou a oportunidade, e tratou bem os prisioneiros da Atamânia, invadiu o país, e o conquistou. Aminandro, a esposa e seus filhos fugiram para a Ambrácia. Após a vitória romana, o cônsul exigiu, dentre várias outras cláusulas consideradas humilhantes pelos etólios, que eles entregassem Aminandro aos romanos. Os etólios não entregaram Aminandro.
Aminandro acabou recuperando o trono da Atamânia, com ajuda dos etólios. Os governadores da Atamânia, enviados por Filipe da Macedônia, eram arbitrários e rudes, e o povo sentiu a falta do seu rei. Seus amigos enviaram-lhe cartas, e ele, do exílio na Etólia, enviou mensagem à capital, Argithea, que ele voltaria ao país, com ajuda dos etólios. O movimento contra os macedónios começou com quatro homens, e cresceu até chegar a cinquenta e dois; no dia combinado, quando Aminandro veio com um exército de mil etólios, os conspiradores removeram as guarnições macedónias das quatro cidades (Heracleia, Tetraphylia, Theudonia e Argithea), e Aminandro reconquistou o país, exceto a fortaleza de Athenaerum, na fronteira com a Macedónia.
Filipe ainda tentou atacar a Atamânia com um exército, porém foi derrotado. Em 189 a.C., com a coroa recuperada, Aminandro enviou mensagens ao senado romano e aos Cipiões, pedindo para ser mantido no reino, em paz com os romanos, e pedindo desculpas por ter precisado da ajuda dos etólios para recuperar seu reino de Filipe, colocando toda a culpa em Filipe. Durante a guerra entre os romanos e a Liga Etólia, Aminandro se ofereceu para negociar a paz, e conseguiu que a cidade de Ambrácia, onde ele havia passado a maior parte dos seus anos de exílio, se rendesse aos romanos, sob condições bem menos severas do que as esperadas.
Não se sabe nada sobre a morte de Aminandro.